# Abdoulaye Sessouma
Abdoulaye Sessouma ist ein ivorischer Straßenradrennfahrer.
Abdoulaye Sessouma konnte 2002 die Gesamtwertung der Tour de l'Est International für sich entscheiden. In der Saison 2005 wiederholte er dort seinen Gesamtsieg. Außerdem wurde er ivorischer Meister im Straßenrennen und er war bei dem neunten Teilstück der Tour de l'Or Blanc in Bouaffé erfolgreich. Im nächsten Jahr wurde er bei der Tour de l'Or Blanc Tagesdritter bei der ersten Etappe in Mama.

## Erfolge
2002
- Gesamtwertung Tour de l'Est International

2005
- Gesamtwertung Tour de l'Est International
- Ivorischer Meister – Straßenrennen